# Stephanie Gillis
Stephanie Gillis es una guionista de televisión estadounidense que actualmente trabaja en Los Simpson.
Gillis Actualmente vive en Los Ángeles, California con su marido, Al Jean y son compañeros de trabajo en la producción de Los Simpson. Los dos se casaron en Enniskerry, Irlanda en el año 2002.

## Créditos como guionista

### Episodios deLos Simpson
Se le atribuye haber escrito los siguientes episodios:
| Año  | Título original                 | Título en Hispanoamérica      | Título en España             | Temporada | Episodio |
| ---- | ------------------------------- | ----------------------------- | ---------------------------- | --------- | -------- |
| 2005 | See Homer Run                   | Homero se postula             | Homer a la carrera           | 17        | 6        |
| 2007 | Midnight Towboy                 | Grúa de medianoche            | Grúa-boy de medianoche       | 19        | 3        |
| 2008 | The Burns and the Bees          | Burns y las abejas            | Burns y las abejas           | 20        | 8        |
| 2010 | Once Upon a Time in Springfield | Érase una vez en Springfield  | Érase una vez en Springfield | 21        | 10       |
| 2010 | Moe Letter Blues                | El blues de la carta de Moe   | Cuanto más Moe, mejor        | 21        | 21       |
| 2011 | Replaceable You                 | Eres reemplazable             | Reemplazable tú              | 23        | 4        |
| 2012 | A Tree Grows in Springfield     | Un árbol crece en Springfield |                              | 24        | 6        |
| 2013 | Homerland                       | Homerland                     | Homerland                    | 25        | 1        |
| 2014 | Treehouse of Horror XXV         | La Casita del Horror XXV      | La Casa-Arbol Del Terror XXV | 26        | 4        |

## Premios y nominaciones
Gillis ha recibido numerosas nominaciones: una nominación a los Premios Emmy, cuatro nominaciones a los Premios WGA, una nominación a los Premios Environmental Media y una nominación a los Premios Annie.

### Premios WGA
| Año  | Categoría        | Serie       | Trabajo nominado       | Resultado  | Ref   |
| ---- | ---------------- | ----------- | ---------------------- | ---------- | ----- |
| 2006 | Animación        | Los Simpson | See Homer Run          | Nominación | [ 4 ] |
| 2009 | Serie de Comedia | Los Simpson | Los Simpson            | Nominación | [ 5 ] |
| 2010 | Animación        | Los Simpson | The Burns and the Bees | Nominación | [ 6 ] |
| 2011 | Animación        | Los Simpson | Moe Letter Blues       | Nominación | [ 7 ] |

### Premios Environmental Media
| Año  | Serie       | Trabajo nominado       | Resultado  |
| ---- | ----------- | ---------------------- | ---------- |
| 2009 | Los Simpson | The Burns and the Bees | Nominación |

### Premios Emmy
| Año  | Categoría              | Serie       | Trabajo nominado                | Resultado  | Ref   |
| ---- | ---------------------- | ----------- | ------------------------------- | ---------- | ----- |
| 2010 | Mejor Programa Animado | Los Simpson | Once Upon a Time in Springfield | Nominación | [ 8 ] |

### Premios Annie
| Año  | Categoría                                     | Serie       | Trabajo nominado            | Resultado  | Ref   |
| ---- | --------------------------------------------- | ----------- | --------------------------- | ---------- | ----- |
| 2013 | Mejor guion en un producto televisivo animado | Los Simpson | A Tree Grows in Springfield | Nominación | [ 9 ] |